# Stenochironomus fuscipatellus
Stenochironomus fuscipatellus är en tvåvingeart som beskrevs av Art Borkent 1984. Stenochironomus fuscipatellus ingår i släktet Stenochironomus och familjen fjädermyggor. Inga underarter finns listade i Catalogue of Life.